# 노션 (생산성 소프트웨어)
노션(Notion)은 프로젝트 관리 및 기록 소프트웨어이다. 회사의 구성원을 돕고 조직의 효율성과 생산성을 높이기 위해 마감일, 목표 및 과제를 조정하도록 설계되었다.

## 역사
노션 랩 주식회사(Notion Labs Inc)는 샌프란시스코에 본사를 둔 스타트업이다. 2013년 이반자오(Ivan Zhao)에 의해 설립되었다. 그 당시에 설립자들은 벤처 투자가들을 만나거나 더 높은 가치의 취득을 논의하기를 거부했다.
2018년 3월, 노션 2.0버전이 출시되었다. 이 제품은 프로덕트 헌트(Product Hunt)에서 긍정적인 반응을 얻었고 이달의 제품 1위를 차지했다. 그 당시 그 회사는 직원이 10명도 안 되었다.
2018년 6월, 공식 안드로이드 앱이 출시되었다.
2019년 9월, 이 회사는 100만 명의 사용자를 확보했다고 발표했다. 그로부터 7개월도 채 지나지 않은 2020년 4월, 20억 달러의 가치를 인정받아 유니콘 기업 되었다.
2020년 1월, Index Ventures와 다른 투자자들로부터 5,000만 달러의 투자를 받았다.
2021년 9월 7일, 컨셉은 하이데라바드에 기반을 둔 Automate.io라는 스타트업을 인수했다. 그해 10월, 코투 매니지먼트(Coatue Management) 와 세쿼이아 캐피탈(Sequoia Capital)이 이끄는 자금 2억 7천 5백만 달러를 조달하는 데 도움을 주었다.
2022년, 노션은 노션 인증 프로그램(Notion Certified Program)을 시작했다. 이는 사용자가 전문성을 확장할 수 있는 공식 인증 프로그램이다. 노션은 또한 보안 우선 계획에 참여했다. 이는 고객과 보안 정보를 능동적으로 공유하겠다고 약속한 기술 회사들의 연합이다.
2022년 6월, 노션은 캘린더 소프트웨어 크론(Cron)을 인수하여 생산성 앱 제품군에 추가하였다.

## 소프트웨어
노션은 칸반(kanban) 보드, 작업, 위키, 데이터베이스를 통합하는 수정된 마크다운 지원을 가진 협업 플랫폼이다. 이 소프트웨어는 노트 필기, 지식 및 데이터 관리, 프로젝트 및 작업 관리를 위한 일체형 작업 공간이다. 통합 작업 공간을 제공하는 파일 관리 도구로, 사용자는 진행 중인 프로젝트에 대해 의견을 제시하고 토론에 참여하고 피드백을 받을 수 있다. 크로스 플랫폼 앱 외에도 대부분의 웹 브라우저를 통해 접근할 수 있다.
이 소프트웨어에는 웹 페이지에서 콘텐츠를 "클립"하는 도구가 포함되어 있다. 노션은 사용자가 작업을 예약하고, 파일을 관리하고, 문서를 저장하고, 미리 알림을 설정하고, 의제를 보관하고, 작업을 구성할 수 있도록 도와준다. 노션은 LaTeX를 지원하므로 블록이나 인라인 형태로 방정식을 쓰고 붙여넣을 수 있다. 사용자는 Embed.ly을 사용하여 온라인 콘텐츠를 자신의 개념 페이지에 포함시킬 수 있으며, 이러한 방식으로 노트를 PiP 모드로 재생되는 임베디드 비디오와 함께 효율적으로 입력할 수 있다.

### 가격 책정
노션에는 4개의 구독 모델이 있다: 자유, 개인, 팀 및 기업이다. 사용자들이 조회로 신용을 얻을 수 있는 계좌 신용 시스템을 제공한다. 이용자들은 계좌에 잔액이 남아 있으면 요금이 부과되지 않는다. 학술용으로 개설된 이메일 주소는 무료 퍼스널 플랜(Personal Plan)을 허용한다. 2020년 5월, 회사는 무제한 블록을 허용하도록 퍼스널 플랜을 업그레이드했는데, 이는 퍼스널 플랜의 이전 상한에서 변경된 것이다.

## 같이 보기
- 위키 소프트웨어
- 협업 소프트웨어
- 공동 작업 실시간 편집기 (Collaborative real-time editor)
- 문서 협업 (Document collaboration)